# Списак тренера ФК Партизан
Овај чланак садржи списак тренера ФК Партизан.

## Тренери
| Сезоне     | Тренер                 | Националност                                     | Напомене                                                                              |
| ---------- | ---------------------- | ------------------------------------------------ | ------------------------------------------------------------------------------------- |
| 1945—1946. | Фрањо Глазер           | Социјалистичка Федеративна Република Југославија |                                                                                       |
| 1946—1951. | Иљеш Шпиц              | Мађарска                                         | (2) национално првенство, национални куп                                              |
| 1952—1953. | Антун Погачник         | Социјалистичка Федеративна Република Југославија | национални куп                                                                        |
| 1953.      | Иљеш Шпиц              | Мађарска                                         |                                                                                       |
| 1953—1954. | Милован Ћирић          | Социјалистичка Федеративна Република Југославија |                                                                                       |
| 1954—1955. | Иљеш Шпиц              | Мађарска                                         | национални куп                                                                        |
| 1955—1956. | Александар Томашевић   | Социјалистичка Федеративна Република Југославија | Четвртфинале Купа европских шампиона                                                  |
| 1956—1957. | Кирил Симоновски       | Социјалистичка Федеративна Република Југославија |                                                                                       |
| 1957.      | Флоријан Матекало      | Социјалистичка Федеративна Република Југославија | национални куп                                                                        |
| 1957—1958. | Геза Калочај           | Мађарска                                         |                                                                                       |
| 1958—1960. | Иљеш Шпиц              | Мађарска                                         |                                                                                       |
| 1960—1963. | Стјепан Бобек          | Социјалистичка Федеративна Република Југославија | (3) национално првенство                                                              |
| 1963.      | Кирил Симоновски       | Социјалистичка Федеративна Република Југославија |                                                                                       |
| 1963—1964. | Марко Валок            | Социјалистичка Федеративна Република Југославија |                                                                                       |
| 1964.      | Флоријан Матекало      | Социјалистичка Федеративна Република Југославија | Четвртфинале Купа европских шампиона                                                  |
| 1964.      | Александар Атанацковић | Социјалистичка Федеративна Република Југославија |                                                                                       |
| 1965.      | Марко Валок            | Социјалистичка Федеративна Република Југославија | национално првенство                                                                  |
| 1965—1966. | Абдулах Гегић          | Социјалистичка Федеративна Република Југославија | Финале Купа европских шампиона                                                        |
| 1966.      | Кирил Симоновски       | Социјалистичка Федеративна Република Југославија |                                                                                       |
| 1966—1967. | Стеван Вилотић         | Социјалистичка Федеративна Република Југославија |                                                                                       |
| 1967—1969. | Стјепан Бобек          | Социјалистичка Федеративна Република Југославија |                                                                                       |
| 1969.      | Стеван Вилотић         | Социјалистичка Федеративна Република Југославија |                                                                                       |
| 1969—1970. | Кирил Симоновски       | Социјалистичка Федеративна Република Југославија |                                                                                       |
| 1970—1971. | Гојко Зец              | Социјалистичка Федеративна Република Југославија |                                                                                       |
| 1971—1973. | Велибор Васовић        | Социјалистичка Федеративна Република Југославија |                                                                                       |
| 1973—1974. | Мирко Дамјановић       | Социјалистичка Федеративна Република Југославија |                                                                                       |
| 1974—1976. | Томислав Калоперовић   | Социјалистичка Федеративна Република Југославија | национално првенство                                                                  |
| 1976.      | Јован Миладиновић      | Социјалистичка Федеративна Република Југославија |                                                                                       |
| 1977—1978. | Анте Младинић          | Социјалистичка Федеративна Република Југославија | Митропа куп, национално првенство                                                     |
| 1979.      | Флоријан Матекало      | Социјалистичка Федеративна Република Југославија |                                                                                       |
| 1979.      | Јован Миладиновић      | Социјалистичка Федеративна Република Југославија |                                                                                       |
| 1979—1980. | Јосип Дуванчић         | Социјалистичка Федеративна Република Југославија |                                                                                       |
| 1980—1982. | Томислав Калоперовић   | Социјалистичка Федеративна Република Југославија |                                                                                       |
| 1982—1984. | Милош Милутиновић      | Социјалистичка Федеративна Република Југославија | национално првенство                                                                  |
| 1984—1987. | Ненад Бјековић         | Социјалистичка Федеративна Република Југославија | (2) национално првенство                                                              |
| 1987—1988. | Фахрудин Јусуфи        | Социјалистичка Федеративна Република Југославија |                                                                                       |
| 1988—1989. | Момчило Вукотић        | Социјалистичка Федеративна Република Југославија | национални куп, национални суперкуп                                                   |
| 1989—1990. | Иван Голац             | Социјалистичка Федеративна Република Југославија | Четвртфинале Купа победника купова                                                    |
| 1990.      | Ненад Бјековић         | Социјалистичка Федеративна Република Југославија |                                                                                       |
| 1990—1991. | Милош Милутиновић      | Социјалистичка Федеративна Република Југославија |                                                                                       |
| 1991—1992. | Ивица Осим             | Социјалистичка Федеративна Република Југославија | национални куп                                                                        |
| 1992—1999. | Љубиша Тумбаковић      | Савезна Република Југославија                    | (6) национално првенство, (3) национални куп                                          |
| 1999—2000. | Миодраг Јешић          | Савезна Република Југославија                    |                                                                                       |
| 2000—2002. | Љубиша Тумбаковић      | Савезна Република Југославија                    | национално првенство, национални куп                                                  |
| 2002—2003. | Лотар Матеус           | Њемачка                                          | национално првенство, групна фаза Лиге шампиона                                       |
| 2004—2005. | Владимир Вермезовић    | Савезна Република Југославија                    | национално првенство, осмина финала Купа УЕФА                                         |
| 2005—2006. | Јирген Ребер           | Њемачка                                          |                                                                                       |
| 2006—2007. | Миодраг Јешић          | Србија                                           | групна фаза Купа УЕФА                                                                 |
| 2007.      | Мирослав Ђукић         | Србија                                           |                                                                                       |
| 2007—2009. | Славиша Јокановић      | Србија                                           | (2) национално првенство, (2) национални куп, (2) групна фаза Купа УЕФА / лиге Европе |
| 2009—2010. | Горан Стевановић       | Србија                                           |                                                                                       |
| 2010—2012. | Александар Станојевић  | Србија                                           | (2) национално првенство, национални куп, групна фаза Лиге шампиона                   |
| 2012.      | Аврам Грант            | Израел                                           | национално првенство                                                                  |
| 2012—2013. | Владимир Вермезовић    | Србија                                           | групна фаза лиге Европе                                                               |
| 2013.      | Вук Рашовић            | Србија                                           | национално првенство                                                                  |
| 2013—2015. | Марко Николић          | Србија                                           | групна фаза лиге Европе                                                               |
| 2015.      | Зоран Милинковић       | Србија                                           | национално првенство, групна фаза лиге Европе                                         |
| 2015.      | Љубинко Друловић       | Србија                                           |                                                                                       |
| 2015—2016. | Иван Томић             | Србија                                           | национални куп                                                                        |
| 2016—2017. | Марко Николић          | Србија                                           | национално првенство, национални куп                                                  |
| 2017—2018. | Мирослав Ђукић         | Србија                                           | национални куп, шеснаестина финала лиге Европе                                        |
| 2018—2019. | Зоран Мирковић         | Србија                                           |                                                                                       |
| 2019.      | Жарко Лазетић (в.д.)   | Србија                                           |                                                                                       |
| 2019—2020. | Саво Милошевић         | Србија                                           | национални куп, групна фаза лиге Европе                                               |
| 2020—2022. | Александар Станојевић  | Србија                                           | осмина финала Лиге конференције                                                       |
| 2022.      | Илија Столица          | Србија                                           |                                                                                       |
| 2022—2023. | Гордан Петрић          | Србија                                           | шеснаестина финала Лиге конференције                                                  |
| 2023—2024. | Игор Дуљај             | Србија                                           |                                                                                       |
| 2024.      | Алберт Нађ             | Србија                                           |                                                                                       |
| 2024.      | Александар Станојевић  | Србија                                           |                                                                                       |
| 2024.      | Саво Милошевић         | Србија                                           |                                                                                       |
| 2024.      | Марко Јовановић (в.д.) | Србија                                           |                                                                                       |
| 2025—      | Срђан Благојевић       | Србија                                           |                                                                                       |